# هیده‌آکی ایتسونو
هیده‌آکی ایتسونو (伊津野 英昭، ایتسونو هیده‌آکی) (به انگلیسی: Hideaki Itsuno)، زاده ۷ آوریل ۱۹۷۱، مدیر نوآوری و طراح بازی ژاپنی است. بیشتر دوران کاری او در کپ‌کام سپری شده‌است. از آثار معروف در کارنامه او، مجموعه شیطان هم می‌گرید است. همچنین او روی چندین عنوان دیگر کپ‌کام مثل مبارز خیابانی آلفا و مبارز خیابانی ۳ هم کار کرده‌است.